# Casato di Montmorency

Grande stemma del casato dei Montmorency

Il Casato dei Montmorency è stata una famiglia tra le più antiche e prestigiose della nobiltà di Francia.
Essa prese il nome dalla città di Montmorency, nell'attuale dipartimento della Val-d'Oise.
Questa casata ha dato alla Francia sei connestabili, dodici marescialli di Francia e quattro ammiragli. Si estinse nel XIX secolo con la morte senza discendenza di Anne-Édouard-Louis-Joseph de Montmorency, duca di Beaufort.

## Storia

### Origini

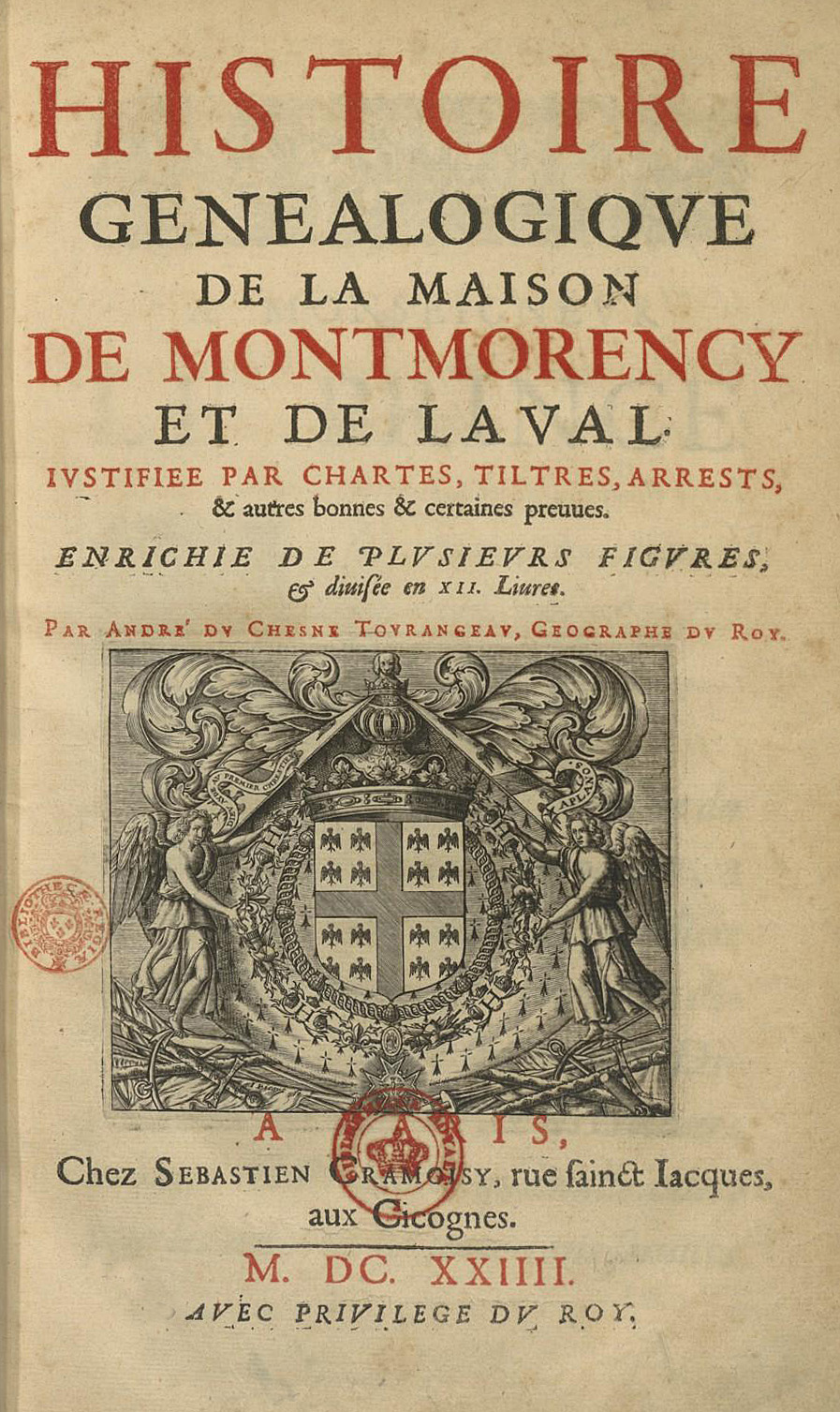
Histoire généalogique de la maison de Montmorency et de Laval di André Du Chesne (1624)

Il nome dei Montmorency è conosciuto fin dal X secolo. Si trattava allora di una famiglia castellana dell'Île-de-France, il cui controllo delle strade che portavano a Parigi doveva essere particolarmente ambito dai re di Francia, preoccupati di estendere il dominio regale.
Nel 997 il castello di Montmorency, situato su un poggio che dominava Parigi, fu confiscato dal re Roberto II a Burcardo il Barbuto, piccolo barone residente originariamente su L'Île-Saint-Denis che traeva i suoi guadagni dai pedaggi imposti ai battellieri che navigavano sulla Senna e, talvolta, dalle incursioni predatrici sulle terre di proprietà dell'abbazia di Saint-Denis
La leggenda dice che il suo primo antenato, compagno di Clodoveo I, fosse stato il primo guerriero franco a farsi battezzare da San Remigio di Reims.

### X, XI e XII secolo

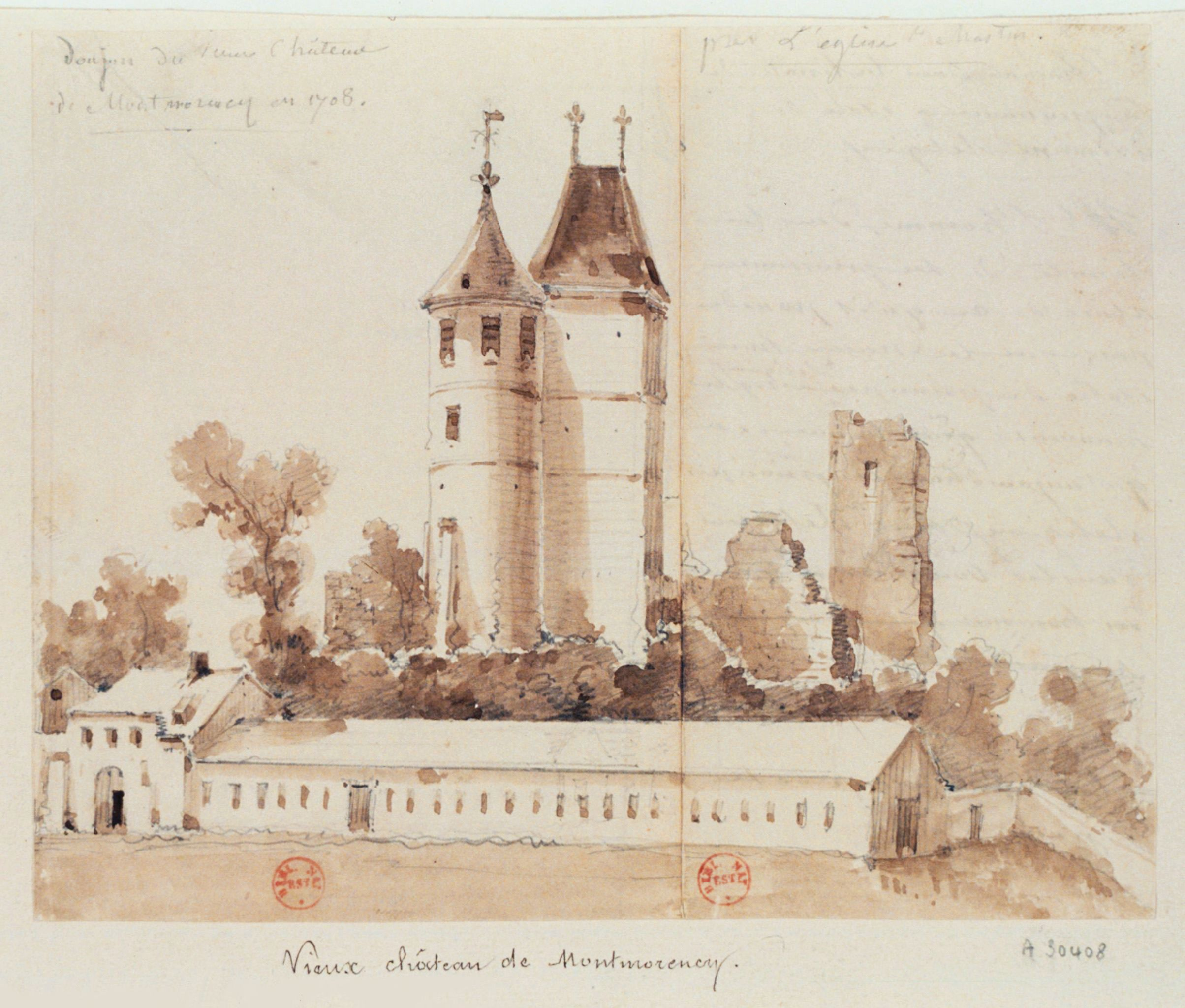
Il Castello di Montmorency in un dipinto del 1708

La famiglia, dalla sua prima apparizione nella storia nella persona di Bucardo I di Montmorency nel X secolo, ha fornito sei connestabili e dodici marescialli di Francia, diversi ammiragli e cardinali, numerosi grandi ufficiali della Corona e grandi maestri di vari ordini cavallereschi. Enrico IV di Francia disse una volta, che se mai la Casa di Borbone dovesse fallire (cioè, estinguersi), nessuna famiglia europea meritava la corona francese più della Casa di Montmorency. Il figlio di Bucardo I, Thibaud di Montmorency, era l'antenato dei Signori di Montlhéry.
Matteo I di Montmorency ricevette nel 1138 l'incarico di Connestabile di Francia e morì nel 1160. La sua prima moglie fu Aline, figlia naturale di Enrico I d'Inghilterra; la sua seconda, Adelaide de Maurienne, vedova di Luigi VI e madre di Luigi VII, e secondo Duchesne, condivise la reggenza di Francia con Suger, durante l'assenza di quest'ultimo re nella seconda crociata.

### XIII secolo
Matteo II di Montmorency ebbe una parte importante nella vittoria di Bouvines (1214). Quando catturò 12 bandiere nemiche a Bouvines, gli fu permesso dal re di mostrare 12 aquile sul suo stemma. Fu anche nominato Connestabile di Francia nel 1218. Durante il regno di Luigi VIII si distinse principalmente nel sud della Francia (Niort, La Rochelle, Bordeaux). Con l'ascesa al trono di Luigi IX, fu uno dei principali sostenitori della regina-reggente Bianca di Castiglia, e riuscì a ridurre all'obbedienza tutti i vassalli. Morì nel 1230.
Suo figlio minore, Guy divenne, invece, capo della Casa di Laval. La più antica università di lingua francese del Canada, Università Laval, prende il nome da François de Montmorency-Laval, primo vescovo della Nuova Francia e fondatore del Seminario del Quebec.

### Ascesa

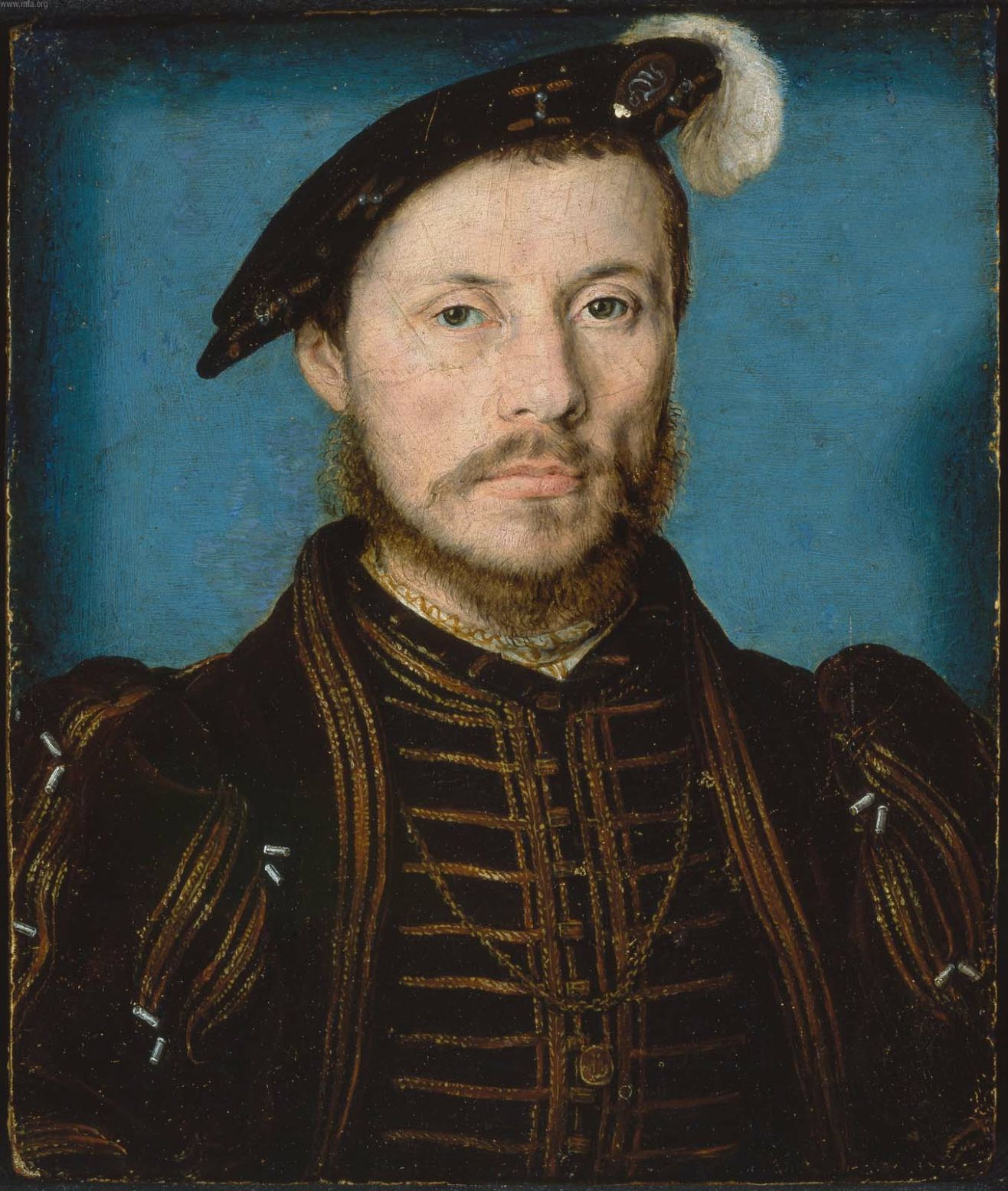
Anne, I duca di Montmorency

Anne de Montmorency, così chiamato, si dice, dopo la sua madrina Anna di Bretagna, fu la prima a ottenere il titolo ducale nel 1551.

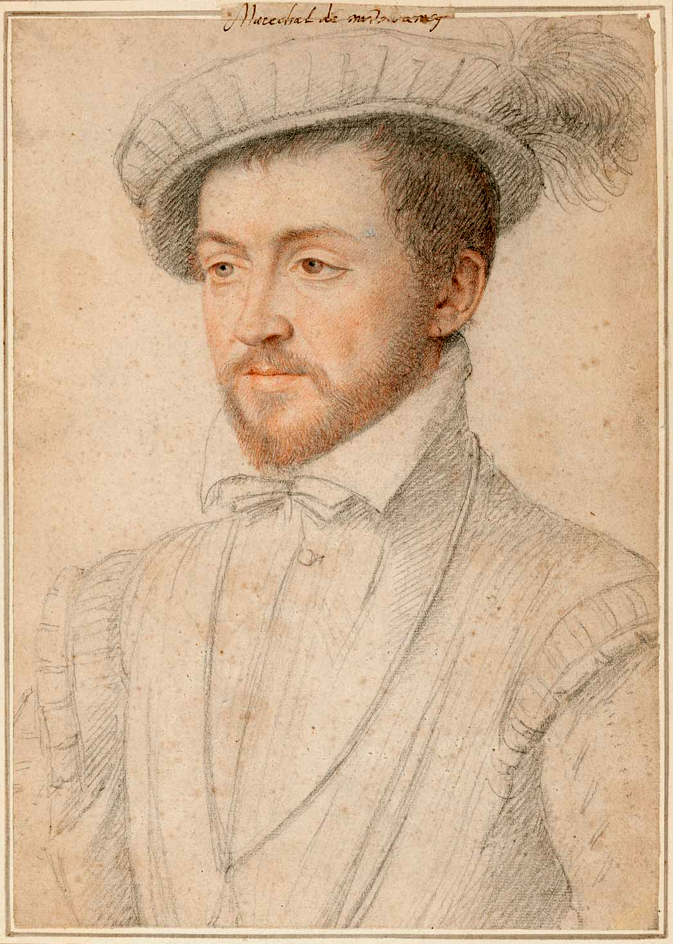
Ritratto di François de Montmorency di Jean Clouet

Suo figlio maggiore, François de Montmorency (1530–1579), era sposato con Diane, figlia naturale di Enrico II.

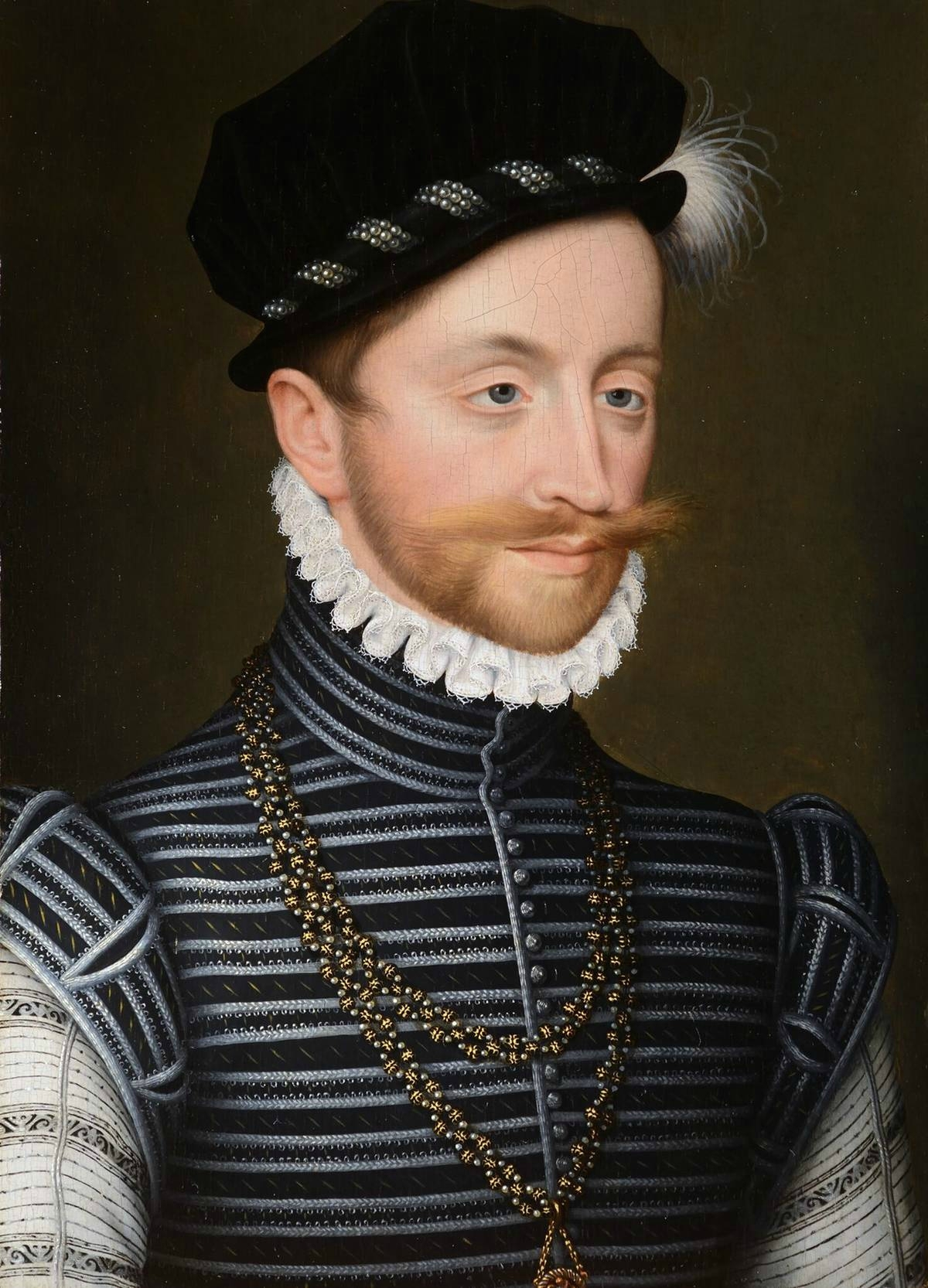
Enrico I di Montmorency, III duca di Montmorency ritratto da François Clouet

Un altro figlio, Enrico I di Montmorency (1534–1614), che divenne Duca di Montmorency alla morte del fratello nel 1579, era stato governatore della Linguadoca dal 1563. Come capo del partito chiamato Politiques ricoprì un ruolo importante nelle Guerre di religione francesi. Nel 1593 fu nominato Connestabile di Francia, ma Enrico IV mostrò una certa ansia di tenerlo lontano dalla Linguadoca, che governava come un Principe sovrano.

### XVII secolo

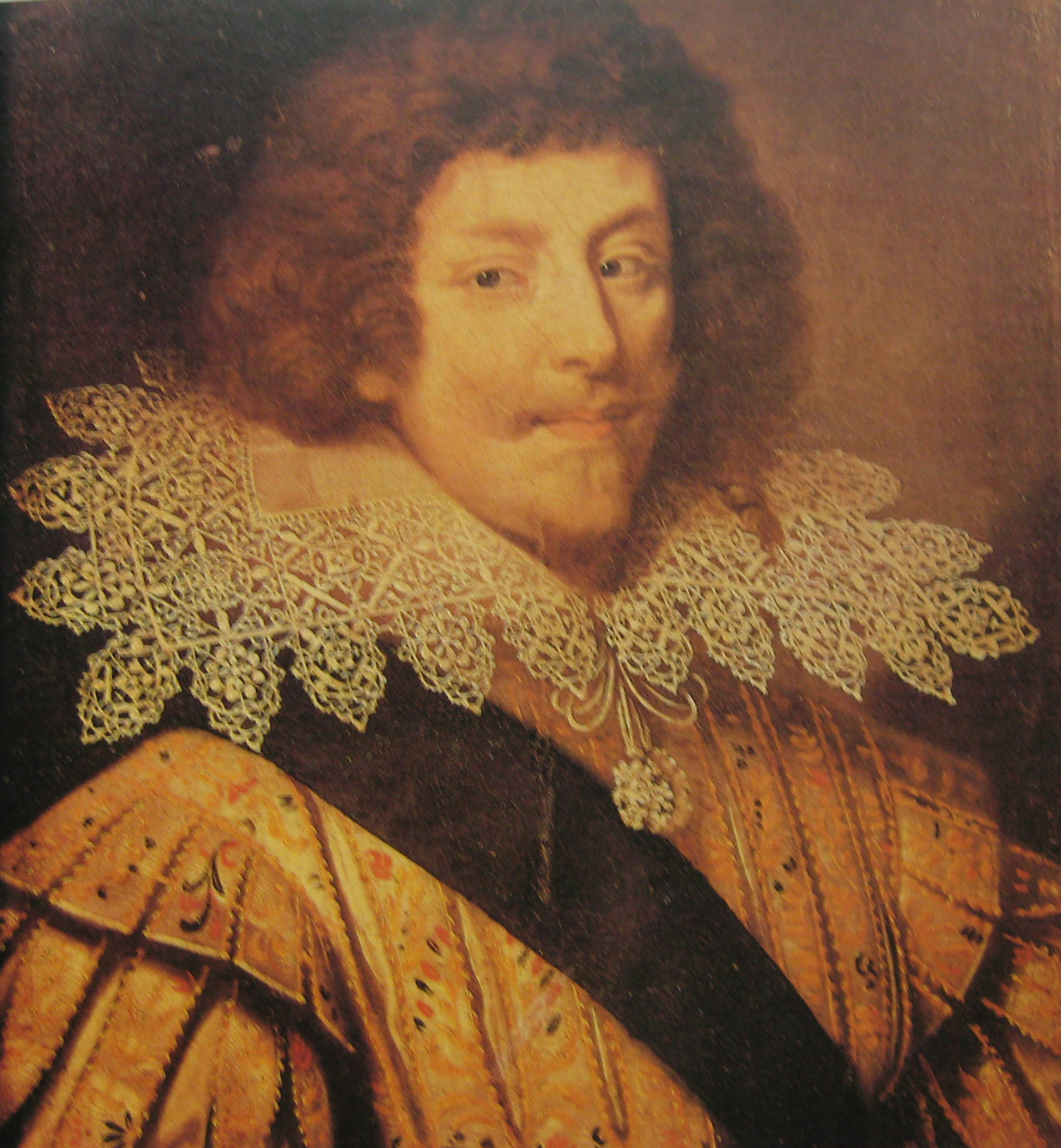
Enrico II di Montmorency, IV duca di Montmorency

Enrico II di Montmorency (1595 – 30 ottobre 1632), figlio del duca Enrico I, successe al titolo nel 1614, essendo stato precedentemente nominato Ammiraglio di Francia. Fu anche governatore della Linguadoca. Nel 1625 sconfisse la flotta francese protestante sotto il comando di Beniamino di Rohan-Soubise, e conquistò le isole di Ré e Oléron, ma la gelosia del Cardinale Richelieu lo privò dei mezzi per perseguire queste battaglie. Nel 1628-1629 gli fu concesso di comandare contro il Duca di Rohan in Linguadoca; nel 1630 sconfisse i piemontesi, e catturò Carlo Doria, nella battaglia di Avigliana, e prese Saluzzo. Nello stesso anno fu creato Maresciallo di Francia. Nel 1632 si unì al partito di Gastone d'Orléans, e si pose a capo dell'esercito ribelle, che fu sconfitto dal maresciallo Enrico di Schomberg a Castelnaudary (1º settembre 1632); gravemente ferito, cadde nelle mani del nemico e, abbandonato da Gaston, fu giustiziato come traditore a Tolosa il 30 ottobre. Il titolo ducale passò alla sorella Carlotta Margherita, principessa di Condé.

### Duca di Piney-Luxembourg e Beaufort

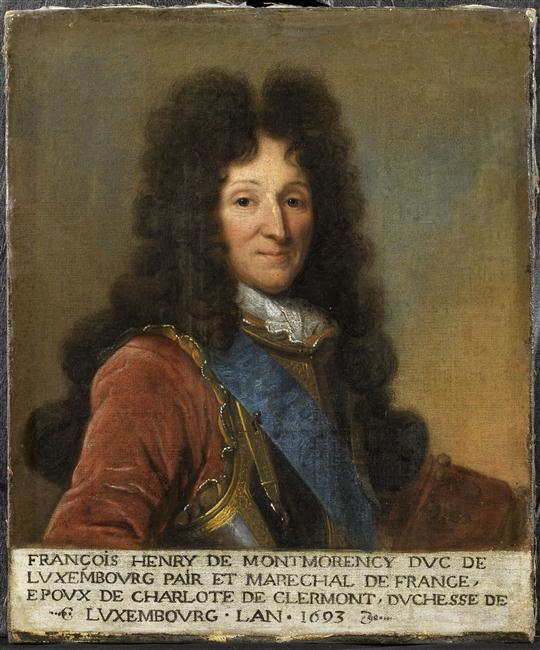
Francesco Enrico di Montmorency-Luxembourg, duca di Piney-Luxembourg (1628-1695), detto il Maresciallo di Luxembourg

Dai Baroni de Fosseux, un ramo della famiglia Montmorency stabilitosi nel Ducato di Brabante nel XV secolo, nacquero i Signori di Bouteville, dei quali il maggior esponente è François de Montmorency-Bouteville, che fu decapitato nel 1627. Suo figlio, Francesco Enrico di Montmorency-Luxembourg, maresciallo di Francia, divenne Duca di Piney-Luxembourg dal suo matrimonio con Madeleine de Clermont, figlia di Marguerite Charlotte de Luxembourg, duchessa de Piney.
Charles François Frédéric de Montmorency-Luxembourg, figlio del maresciallo, fu creato Duca di Beaufort nel 1688 e Duca di Montmorency nel 1689.
Nel 1767 il titolo di Duca di Beaufort passò per matrimonio ad un altro ramo dei Montmorency-Fosseux. Questo ramo si estinse nel 1862 e il titolo passò ai Duchi di Valencay, che appartenevano alla famiglia Talleyrand-Périgord che si era imparentata con i Montmorency tramite matrimonio. C'erano molti altri rami della famiglia Montmorency, tra gli altri quello dei Signori di Laval.

### XIX secolo
Nel XIX secolo la famiglia irlandese Morres avanzò la pretesa di discendere dalla famiglia Montmorency. I discendenti di Morres hanno insistito nell'affermare la connessione, ottenendo un decreto reale per cambiare il loro nome, nonostante le obiezioni espresse negli anni '60 dell'Ottocento dai legittimi discendenti della famiglia Montmorency in Francia.

## Variazioni dei possedimenti dei Montmorency
Dopo l'esecuzione di Enrico II di Montmorency nel 1632, i possedimenti del casato passarono alla famiglia dei Borbone-Condé. Nel 1689 Enrico Giulio di Borbone-Condé fece rinominare il ducato di Montmorency in ducato d'Enghien, per conferire maggior legittimità al titolo di duca di Enghien, portato dal casato dei Borbone-Condé fin dal XVI secolo. Poco tempo fu dopo il ducato di Beaufort, rivenduto da Luigi Giuseppe di Borbone-Vendôme a Carlo I Federico di Montmorency-Luxembourg, che fu da allora ribattezzato ducato di Montmorency.

## Altri membri significativi
- il famigerato Gilles de Rais (1404–1440), maresciallo di Francia, soprannominato Barbablù, morto condannato al rogo per le sue efferatezze;
- il cugino di Enrico II di Montmorency, Francesco Enrico, detto il maresciallo di Luxembourg (1628 – 1695), fu uno dei più famosi comandanti del XVII secolo[3]
- ammiraglio Filippo di Montmorency conte di Horn (1518-1568).
- monsignor François de Montmorency-Laval (1623–1708), primo vescovo della cosiddetta Nuova Francia,[4] beatificato il 22 giugno 1980 da papa Giovanni Paolo II, canonizzato il 3 aprile 2014 da papa Francesco;
- Louis-Joseph de Montmorency-Laval, cardinale e grande elemosiniere di Francia
- Matteo, visconte di Montmorency, che la notte del 4 agosto 1789 fece votare dall'Assemblea costituente l'abolizione dei privilegi nobiliari, sancendo così la fine del regime feudale.

## Altri rami
Dei tre rami principali esistenti ancora nel XVIII secolo (Montmorency, Montmorency-Laval, Montmorency-Luxembourg) nessuno è sopravvissuto alla Rivoluzione francese e, privo di discendenti maschi, il casato si estinse nel 1878 con Anne-Édouard-Louis-Joseph de Montmorency-Beaumont-Luxembourg, principe di Luxembourg, duca di Beaumont, pari di Francia.